# Canton du Grand-Quevilly
Le canton du Grand-Quevilly est une circonscription électorale française située dans le département de la Seine-Maritime et la région Normandie.
À la suite du redécoupage cantonal de 2014, le nombre de communes du canton est passé d'une fraction de commune à 2.

## Géographie
Avant 2014, le canton était composé d'une partie de la commune du Grand-Quevilly dans l'arrondissement de Rouen. Son altitude varie de 1 m à 68 m pour une altitude moyenne de 60 m.

## Histoire
Le canton a été créé en 1982 par division en trois du canton de Grand-Couronne.
Par décret du 27 février 2014, le nombre de cantons du département est divisé par deux, avec mise en application aux élections départementales de mars 2015. Le canton du Grand-Quevilly est conservé et est étendu à 2 communes.

## Représentation

### Conseillers généraux de 1982 à 2015
| Période | Période | Identité           | Étiquette | Qualité                                                                                        |
| ------- | ------- | ------------------ | --------- | ---------------------------------------------------------------------------------------------- |
| 1982    | 2008    | Pierre Giovannelli | PS        | Instituteur Adjoint au maire du Grand-Quevilly                                                 |
| 2008    | 2015    | Nicolas Rouly      | PS        | Avocat Conseiller municipal délégué du Grand-Quevilly Président du conseil général (2014-2015) |

### Conseillers départementaux à partir de 2015
| Période élective | Période élective | Mandat | Mandat   | Identité      | Nuance | Nuance | Qualité                                                                        |
| ---------------- | ---------------- | ------ | -------- | ------------- | ------ | ------ | ------------------------------------------------------------------------------ |
| 2015             | 2021             | 2015   | 2021     | Tacko Diallo  |        | PS     | Professeure d'économie et de gestion, conseillère municipale du Grand-Quevilly |
| 2015             | 2021             | 2015   | 2021     | Nicolas Rouly |        | PS     | Avocat Maire du Grand-Quevilly                                                 |
| 2021             | 2028             | 2021   | en cours | Tacko Diallo  |        | PS     | Conseillère sortante                                                           |
| 2021             | 2028             | 2021   | en cours | Nicolas Rouly |        | PS     | Conseiller sortant                                                             |

### Résultats détaillés

#### Élections de mars 2015
À l'issue du 1er tour des élections départementales de 2015, deux binômes sont en ballottage : Tacko Diallo et Nicolas Rouly (PS, 46,87 %) et Pascal Bignaux et Martine Deveaux (FN, 29,21 %). Le taux de participation est de 53,95 % (13 295 votants sur 24 643 inscrits) contre 49,48 % au niveau départemental et 50,17 % au niveau national.
Au second tour, Tacko Diallo et Nicolas Rouly (PS) sont élus avec 63,81 % des suffrages exprimés et un taux de participation de 51,9 % (7 458 voix pour 12 792 votants et 24 647 inscrits).

#### Élections de juin 2021
Le premier tour des élections départementales de 2021 est marqué par un très faible taux de participation (33,26 % au niveau national). Dans le canton du Grand-Quevilly, ce taux de participation est de 33,19 % (8 192 votants sur 24 685 inscrits) contre 32,19 % au niveau départemental. À l'issue de ce premier tour, deux binômes sont en ballottage : Tacko Diallo et Nicolas Rouly (PS, 57,91 %) et Eve Froger et Stanislas Gryszata (RN, 25,53 %).
Le second tour des élections est marqué une nouvelle fois par une abstention massive équivalente au premier tour. Les taux de participation sont de 34,36 % au niveau national, 32,06 % dans le département et 32,14 % dans le canton du Grand-Quevilly. Tacko Diallo et Nicolas Rouly (PS) sont élus avec 71,19 % des suffrages exprimés (5 370 voix pour 7 933 votants et 24 683 inscrits),,. 

## Composition

### Composition avant 2015
Le canton du Grand-Quevilly ne comptait qu'une partie de la commune du Grand-Quevilly.

### Composition depuis 2015
Le canton comprend désormais deux communes entières.
| Nom                                       | Code Insee | Intercommunalité          | Superficie (km2) | Population (dernière pop. légale) | Densité (hab./km2) | Modifier                                    |
| ----------------------------------------- | ---------- | ------------------------- | ---------------- | --------------------------------- | ------------------ | ------------------------------------------- |
| Le Grand-Quevilly (bureau centralisateur) | 76322      | Métropole Rouen Normandie | 11,11            | 25 954 (2022)                     | 2 336              | modifier les données · modifier les données |
| Petit-Couronne                            | 76497      | Métropole Rouen Normandie | 12,80            | 8 738 (2022)                      | 683                | modifier les données · modifier les données |
| Canton du Grand-Quevilly                  | 7613       |                           | 23,91            | 34 692 (2022)                     | 1 451              | modifier les données                        |

## Démographie

### Démographie avant 2015
| 1982 | 1990   | 1999   | 2006   | 2011   | 2012   |
| ---- | ------ | ------ | ------ | ------ | ------ |
| -    | 22 724 | 21 325 | 21 137 | 19 177 | 19 054 |

### Démographie depuis 2015
En 2022, le canton comptait 34 692 habitants, en évolution de +0,32 % par rapport à 2016 (Seine-Maritime : +0,35 %, France hors Mayotte : +2,11 %).
| 2013   | 2018   | 2022   |
| ------ | ------ | ------ |
| 34 064 | 34 426 | 34 692 |